# Thiên hoàng Ankō
Thiên hoàng An Khang (安康天皇, (An Khang Thiên hoàng) Ankō-tennō, 401 – 456) là vị Thiên hoàng thứ 20 của Nhật Bản theo trật tự kế vị truyền thống. Không có ngày tháng chắc chắn về cuộc đời và thời đại của Thiên hoàng này. Ankō được cho là đã trị vì đất nước vào giữa thế kỷ 5, nhưng rất hiếm thông tin về ông. Các học giả chỉ còn biết than phiền rằng vào thời điểm này, chưa có đủ cứ liệu để thẩm tra và nghiên cứu thêm...
Theo Cổ Sự Ký và Nhật Bản Thư Kỷ Ankō là con trai thứ hai của Thiên hoàng Ingyō. Anh trai của ông, Kinashikaru no Miko (Hoàng tử Kinashikaru) là Thái tử, nhưng vì quan hệ loạn luân với người chị em cùng cha khác mẹ, Kinashikaru mất uy tín với triều đình. Sau một nỗ lực dấy binh chống lại Ankō, Kinashikaru (và người chị em cùng cha khác mẹ) tự sát.
Thiên hoàng Ankō bị Mayowa no Ōkimi (Hoàng tử Mayowa) ám sát vào năm thứ 3 sau khi lên ngôi, để trả đũa cho việc xử tử cha của Mayowa.

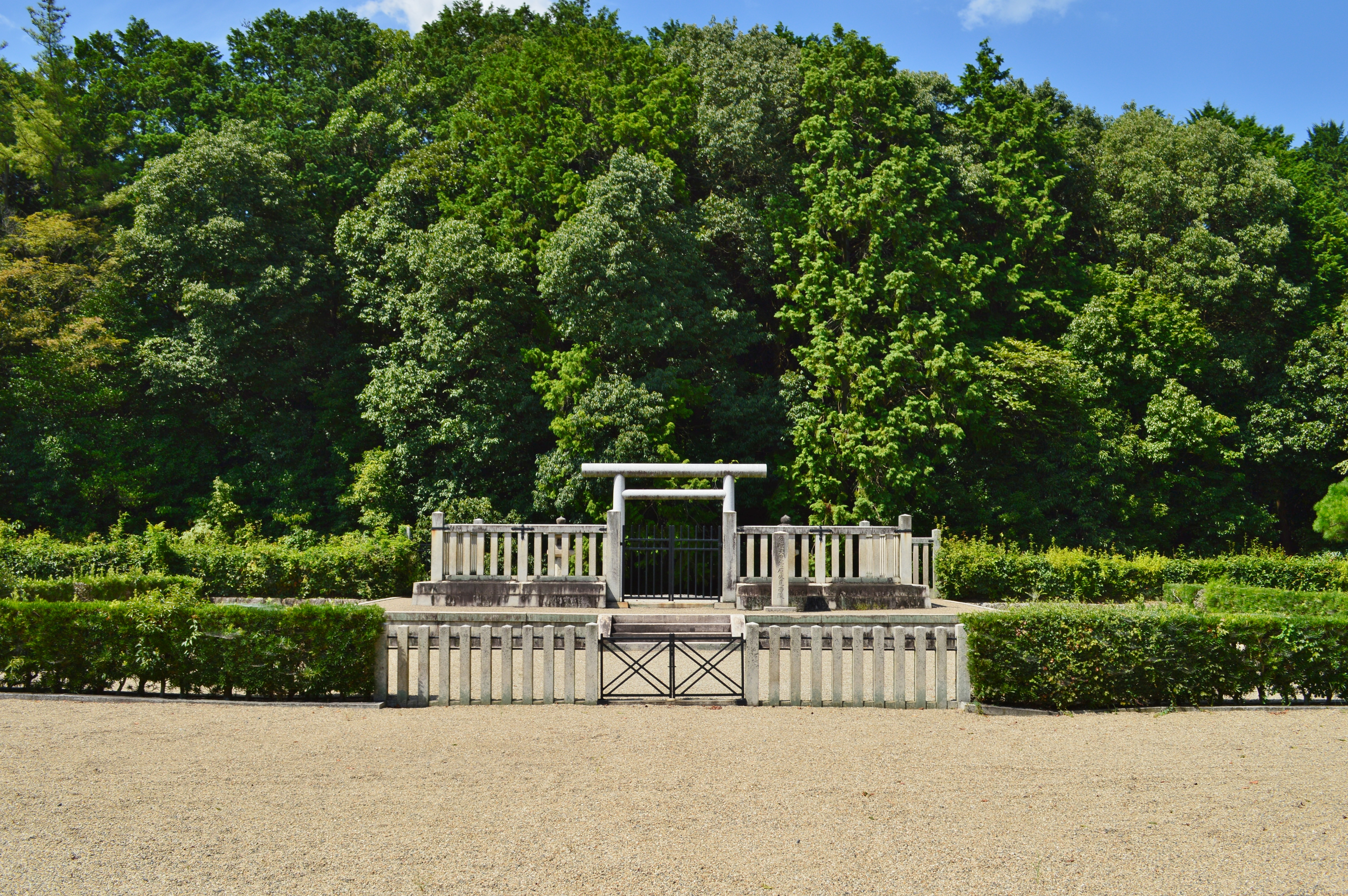
Lăng của Hoàng đế An Khang